# たのきんHOTライブ
『たのきんHOTライブ』（たのきんホットライブ）は、たのきんトリオのコンサートビデオ。
VHSは1980年11月5日発売。発売元はポニーキャニオン。

## 概要
VHSとBetaの2種。 同年8月25日に東京厚生年金会館大ホールで行われたコンサートを収録。
2022年2月時点で未DVD化。

## 収録曲
1. It's Alright （原曲：ザ・ローリング・ストーンズ『I'm Alright』）
2. 最後の楽園 （原曲：野口五郎）
3. 行儀の悪い娘 （原曲：川﨑麻世）
4. 哀愁トゥナイト （原曲：桑名正博）- 野村義男
5. スーパー・コミュニケーション
6. ユニコーン （Inst.） （原曲：渡辺香津美）
7. 今のキミはピカピカに光って （原曲：斉藤哲夫）- 野村義男
8. 黒く塗りつぶせ （原曲：矢沢永吉）
9. 僕の消息 （原曲：豊川誕）
10. ジャッキー舟を出せ ! ! （原曲：BORO）- 野村義男
11. テキーラ・ムーン （原曲：桑名正博）
12. アイム・セクシー （原曲：ロッド・スチュワート『Da Ya Think I'm Sexy？』）
13. SOS
14. ダンシング レディ （原曲：浜田省吾）
15. ダンシング・オールナイト （原曲：もんた＆ブラザーズ）
16. YOUNG MAN (Y.M.C.A.) （原曲：ヴィレッジ・ピープル／西城秀樹）
17. In The Navy （原曲：ヴィレッジ・ピープル）
18. 哀愁でいと
19. 贈る言葉 （原曲：海援隊）